# Vienna International Centre

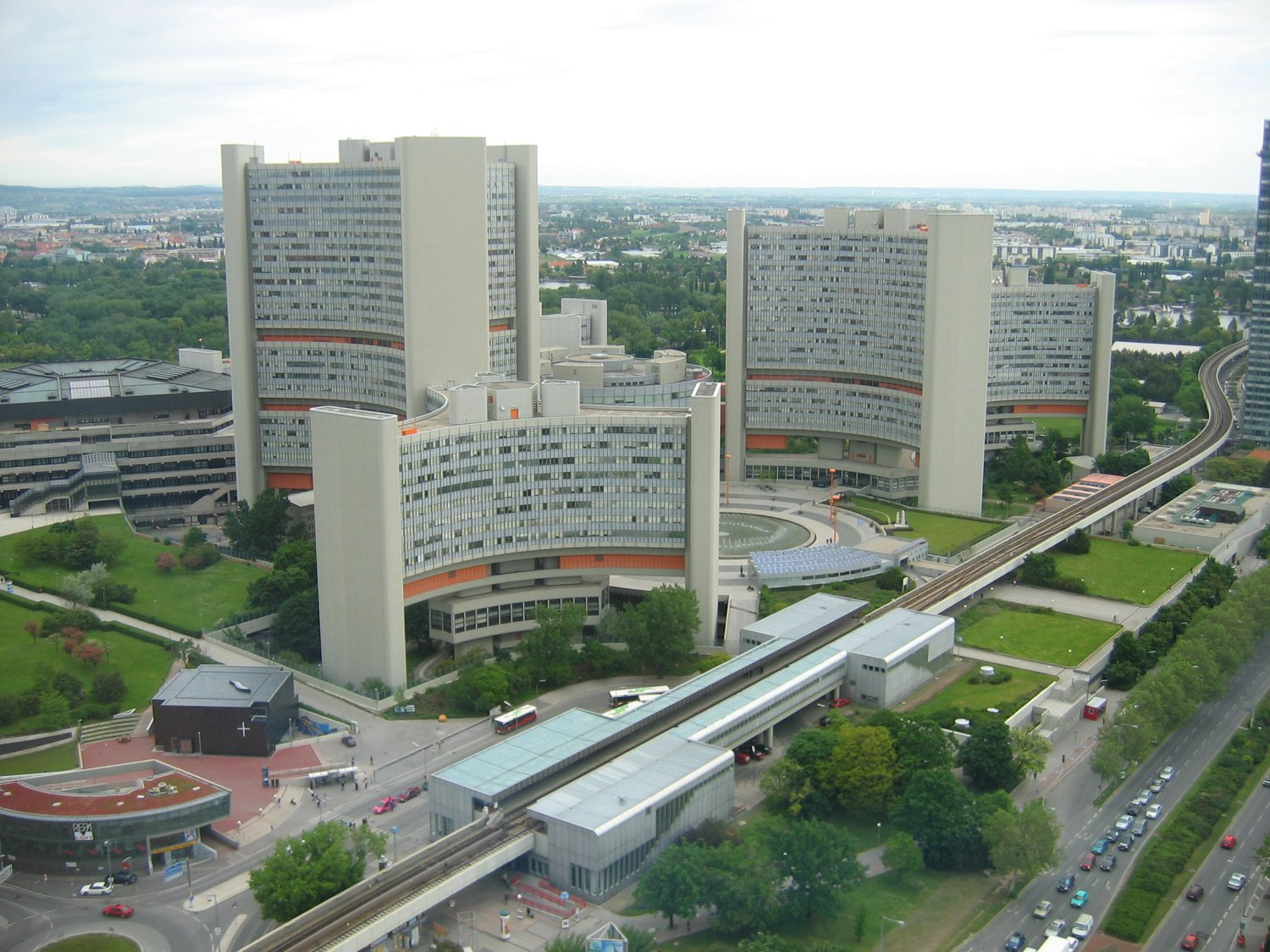
Le Vienna International Centre, avec au premier plan la ligne de métro U1, et à l'arrière plan à gauche, l'Austria Center Vienna

Le Vienna International Centre (VIC, traduction en français : Centre international de Vienne), ouvert le 23 août 1979, est l’un des quatre sièges de l’Organisation des Nations unies (avec New York, Genève et Nairobi). Situé dans le 22e arrondissement de Vienne, il bénéficie de l'extraterritorialité et d'un code postal propre (A-1400). L'endroit est familièrement surnommé UNO-City.

## Rapide présentation
Près de 5 000 fonctionnaires originaires d’une centaine de pays travaillent au sein des organisations présentes au CIV (la plus connue étant l'IAEA ou AIEA, l'Agence internationale de l'énergie atomique). De nombreuses conférences et réunions internationales s'y tiennent chaque année, ainsi qu'à l'Austria Center Vienna, tout proche et souvent utilisé par l'ONU pour répondre à un besoin de place lors de grandes conférences. Le centre est desservi par l'arrêt « Kaisermühlen - VIC » de la ligne de métro U1.

## Histoire du VIC
Le VIC a été construit entre 1973 et 1979 d'après des plans de l'architecte autrichien Johann Staber, à côté du Danube. L'idée de l'implantation d'un siège international de l'ONU à Vienne a été lancée par le chancelier autrichien Bruno Kreisky, et a été négociée par ce dernier avec l'organisation.
Au titre de la location du CIV, l'ONU paye à l'Autriche un loyer annuel symbolique de 7 cents (anciennement un schilling autrichien). Ce loyer trouve sa raison dans une particularité de la loi immobilière autrichienne, qui stipule que la location à titre gratuit d'une propriété pendant trente ans permet au locataire de revendiquer la propriété dudit bien. En louant ce centre contre un loyer symbolique, l'État autrichien s'assure de garder la propriété du CIV.

## Organisations au VIC
Le VIC abrite de nombreuses organisation, certaines y ont leurs quartiers généraux :
- UNOV (ONUV) - Office des Nations unies à Vienne
- IAEA (AIEA) - Agence internationale de l'énergie atomique
- UNSCEAR - Comité scientifique des Nations unies pour l'étude des effets des rayonnements ionisants
- OTICE - Organisation du traité d'interdiction complète des essais nucléaires
- UNOOSA (BAS-NU) - Bureau des affaires spatiales des Nations unies
- UNODC - Office des Nations unies contre la drogue et le crime
- UNIDO (ONUDI) - Organisation des Nations unies pour le développement industriel
- INCB (OICS) - Organe international de contrôle des stupéfiants
- UNIS - Service d'Information des Nations unies

D'autres n'y sont que représentées :
- UNHCR - Haut Commissariat des Nations unies pour les réfugiés
- CNUDCI : Commission des Nations Unies pour le droit commercial international

## Visites guidées
Des visites guidées du Centre International de Vienne sont offertes au public du lundi au vendredi. 

### Sites internet
- (fr) Les Nations Unies à Vienne
- (de) Austria Center Vienna - (en)